# Porcellio atlantidum
Porcellio atlantidum är en kräftdjursart som beskrevs av Paulian de Felice 1939. Porcellio atlantidum ingår i släktet Porcellio och familjen Porcellionidae. Inga underarter finns listade i Catalogue of Life.